# Bent Martin
Bent Martin (* 19. Februar 1943 in Sønderborg) ist ein ehemaliger dänischer Fußballtorhüter.

## Karriere
Bent Martin wurde im Februar 1943 in Sønderborg geboren, als Dänemark unter deutscher Besatzung im Zweiten Weltkrieg war. Er begann seine Karriere in den 1950er Jahren in seinem Geburtsort beim Sønderborg BK. Von dort aus wechselte er zum Aarhus GF, mit dem er 1965 den dänischen Pokal gewinnen konnte. Als Sieger des nationalen Pokals nahm er mit seinem Verein in der folgenden Saison am Europapokal der Pokalsieger teil und traf im Achtelfinale auf Celtic Glasgow. Gegen die Schotten machte der junge Torhüter bei Trainer Jock Stein und seinem Co-Trainer Sean Fallon durch zwei gute Leistungen in Hin- und Rückspiel auf sich aufmerksam. Im Dezember 1965 flog Fallon zu Vertragsverhandlungen nach Dänemark. Im Februar 1966 wechselte Martin schließlich zu Celtic. Im Oktober 1966 kam der Torhüter für Celtic zu einem Pflichtspieleinsatz im Glasgow Cup gegen den FC Queen’s Park. Bei den Bhoys war er hinter Ronnie Simpson und John Fallon nur dritter Torhüter. Bereits im Dezember 1966 wechselte Martin zum Ligarivalen Dunfermline Athletic für eine Ablösesumme von 3.500 £. Größter Erfolg mit den Pars aus Dunfermline war der Sieg im schottischen Pokal gegen Heart of Midlothian im Jahr 1968. Nach seiner Zeit in Schottland stand er in der Saison 1970/71 beim SK Rapid Wien unter Vertrag und absolvierte 9 Ligaspiele. Zudem stand er im Tor, als Rapid im Finale des Österreichischen Pokals gegen die Austria in der Verlängerung verlor. Er war dabei neben seinen Mannschaftskameraden Jørn Bjerregaard einer von zwei Dänen im Endspiel. Bereits nach einer Saison wechselte er zurück nach Dänemark zu Aarhus GF. Hier beendete er später seine Karriere.
Während der Saison 2006/07 wurde Bent Martin in die Hall of Fame von Dunfermline Athletic aufgenommen.

## Familie
Seine Tochter Camilla Martin nahm als Badmintonspielerin zweimal an Olympischen Spielen teil. Sein Sohn Ken Martin war Fußballprofi.

## Erfolge
mit Aarhus GF:
- Dänischer Meister: 1960
- Dänischer Pokalsieger: 1965

mit Dunfermline Athletic:
- Schottischer Pokalsieger: 1968